# HMS Abdiel (M39)
La HMS Abdiel (M39) è stata una posamine della Classe Abdiel che prestò servizio per la Royal Navy durante la seconda guerra mondiale. Negli anni fu inserita nella Mediterranean Fleet (1941), nell'Eastern Fleet (1942), nella Home Fleet (1942-43), quindi di nuovo nella Mediterranean Fleet (1943). Fu affondata da una mina nel porto di Taranto nel 1943. Anche se progettata come posamine, la sua velocità e la capacità di carico la rendevano adatta per l'impiego come trasporto veloce.

## Servizio

### Canale della Manica
Il 22 marzo 1941 l'Abdiel interruppe le prove di accettazione con l'ordine di posare un campo minato, per contrastare l'uscita da Brest delle navi da battaglia tedesche Scharnhorst e Gneisenau. Nelle operazioni 'GV', 'GX' e 'GY', l'Abdiel insieme con Intrepid, Impulsive, e Icarus scortate da Kipling, Kelly e Jackal, dal 23 al 28 marzo stese un campo minato in prossimità del Little Sole Bank a 40 miglia nautiche (74,1 km) Ovest Sud Ovest di Brest.
Dal 17 al 30 aprile 1941 l'Abdiel tentò di completare il suo programma di test ma venne nuovamente abbandonato quando le fu ordinato di unirsi all'incrociatore Dido ed ai cacciatorpediniere Kelly, Kipling, Kelvin, Jackal, e Jersey. Il gruppo venne trasferito da Plymouth a Gibilterra, dove imbarcò rifornimenti militari per Malta. Le navi vennero quindi aggregate alla Mediterranean Fleet.

### Mediterraneo
Dal 24 al 28 aprile 1941 partecipò all'operazione Dunlop, Dido e Abdiel con i cacciatorpediniere Janus, Jervis, e Nubian, rifornirono Malta e procedettero per Alessandria d'Egitto.
Il 21 maggio 1941 stese un campo di 150 mine al largo di Akra Dhoukaton (Capo Dukato, l'estremità sud dell'isola di Lefkada, nel mar Ionio). Il giorno stesso furono persi su quel campo il cacciatorpediniere Carlo Mirabello e la cannoniera Pellegrino Matteucci oltre ai trasporti tedeschi Kybfels e Marburg.
Nella notte tra il 26 ed il 27 maggio, scortato dai cacciatorpediniere Hero e Nizam (della marina australiana), sbarcò 800 commando britannici nella Baia di Suda.
Il 31 maggio 1941 salpò da Alessandria d'Egitto diretto a Sfakia, Creta, insieme all'incrociatore leggero Phoebe e tre cacciatorpediniere. Nella notte successiva evacuarono 4.000 uomini da Creta.
Nel periodo compreso tra dicembre 1942 e aprile 1943, in cooperazione con la gemella Welshman ed il sommergibile posamine Rorqual posò numerosi campi, per un totale di circa 2.000 mine, nel Canale di Sicilia.
Il 9 gennaio 1943, dopo che stese un campo minato lungo la rotta di evacuazione dell'Asse dalla Tunisia, un convoglio italiano ci finì dentro, con il cacciatorpediniere Corsaro affondato, ed il Maestrale seriamente danneggiato. Il 3 febbraio 1943 un altro convoglio italiano incrociò l'ennesimo campo minato, a sud di Marettimo, isola al largo della punta occidentale della Sicilia, perdendo il cacciatorpediniere Saetta e la torpediniera Uragano.
L'8 marzo 1943 stese ancora un campo minato sulle rotte di evacuazione dell'Asse, 30 miglia nautiche (55,6 km) a nord di Capo Bon, Tunisia. Il 24 marzo un convoglio entra nel campo, con la perdita dei cacciatorpediniere Ascari e Lanzerotto Malocello.
Il 3 aprile 1943 minò i passaggi tra i campi minati italiani X-2 e X-3, la cui localizzazione era stata scoperta dagli Alleati tramite le intercettazioni di Ultra ed i documenti catturati. Il 7 marzo un convoglio attraversò il campo, perdendo la torpediniera Ciclone.

## L'affondamento
L'Abdiel, al comando del capitano David Orr-Ewing, DSO, affondò nel porto di Taranto il 10 settembre 1943 dopo aver urtato una mina. Questa era stata posata solo poche ore prima da due imbarcazioni della 3ª flottiglia che stavano abbandonando il porto: le motosiluranti tedesche S-54 (tenente di vascello Klaus Degenhard-Smidt) e S-6 (guardiamarina Blömker).
Sulla base degli accordi seguiti alla firma dell'armistizio, e concordati dagli Alleati con il governo del maresciallo d'Italia Pietro Badoglio e con le autorità della Regia Marina, la sera dell'8 settembre ebbe inizio l'operazione britannica Slapstick che consisteva del trasporto a Taranto di un contingente di truppe britanniche della 1ª divisione aviotrasportata. Le truppe si erano imbarcate a Biserta su cinque unità della Royal Navy, gli incrociatori leggeri del 12º squadrone, Penelope, Sirius e Dido e sul posamine Abdiel, a cui si aggiunse il grosso incrociatore statunitense Boise. Per la loro copertura fu destinato un nucleo navale comprendente le corazzate Howe e King George V, salpate da Malta con la loro scorta di quattro cacciatorpediniere della 14ª flottiglia:  Jervis; Panther; Pathfinder e Paladin.
Nello stesso tempo, in conformità con gli ordini impartiti con il promemoria Dick dal comandante in capo delle forze navali Alleate, ammiraglio Andrew Cunningham, anche le navi italiane della 5ª Divisione navale, costituita dalle corazzate Andrea Doria e Duilio, dagli incrociatori leggeri Luigi Cadorna e Pompeo Magno, e dal cacciatorpediniere Nicoloso da Recco si misero in movimento da Taranto per trasferirsi nei porti degli Alleati.
Il 9 settembre, ad iniziare dalle ore 17:00, gli incrociatori britannici cominciarono ad entrare nel Mar Grande e, mentre si portavano all'attracco nel porto mercantile per iniziare lo sbarco delle truppe, furono seguiti dalle corazzate che si ancorarono in rada. Verso le ore 24:00, mentre l'operazione per mettere a terra soldati era in pieno svolgimento, l'Abdiel, che si era ancorato nel Mar Grande a circa 700 metri per sud-sudovest dal castello aragonese e quindi all'entrata del canale che porta al Mar Piccolo, ruotando sull'ancora finì su una delle mine magnetiche tedesche posate nella notte precedente. In quel momento (erano le 00:15 del 10 settembre), l'Abdiel stava sbarcando i suoi quattrocento soldati del 6º battaglione paracadutisti (Royal Welsh). Per l'esplosione della mina TMA/B, il posamine, con le paratie dello scafo squarciate, si spezzò in due tronconi e affondò in soli due minuti alle coordinate 40°29′N 17°15′E. Con l'Abdiel si persero 48 uomini dell'equipaggio, inclusi 6 ufficiali, e 101 soldati. I feriti furono 126, tra cui 6 marinai, e 150 le tonnellate di materiale perduto, sotto forma di armi ed equipaggiamenti per le truppe. Le perdite umane potevano essere molte di più se gli uomini della nave non si fossero trovati in coperta a causa del caldo opprimente nei locali inferiori.
Subito dopo l'esplosione della mina, fu inviata in soccorso dell'Abdiel la nave ospedale italiana Marechiaro, che era adibita a soccorso dei naufraghi nelle acque territoriali di Taranto. Uscita dal Mar Piccolo, recuperò parte dei superstiti del posamine, per poi trasferirli a terra dove ricevettero le prime cure e il ricovero negli ospedali della città pugliese.
Gli ammiragli Brivonesi e Power convennero che la causa dell'esplosione che aveva portato alla perdita dell'Abdiel fosse stata causata da una mina o da una bomba Alleata a scoppio ritardato, ma è da ritenere che l'ufficiale italiano ne sospettasse il motivo, evidentemente taciuto per non fare brutta figura con i nuovi alleati.
Vi è inoltre un rapporto non confermato, per il quale gli impianti di demagnetizzazione della nave, molto rumorosi, erano in quel momento spenti, per consentire al personale a bordo di riposare meglio.
Le perdite causate dalle mine magnetiche tedesche non furono limitate a quella del solo Abdiel, dal momento che alle ore 13:50 del 22 settembre, durante un normale spostamento all'interno del Mar Grande, si verificò un'esplosione che determinò l'affondamento del rimorchiatore italiano Sperone, con perdita quasi totale dei centocinquanta uomini circa che aveva a bordo per portarli in libera uscita dall'Isola di San Pietro a Taranto. Ciò avvenne mentre dragamine italiani e Alleati stavano lavorando in un'opera di bonifica nel Mar Grande che, in una quindicina di giorni, portò alla distruzione di ventuno mine.